# Blanquefort-sur-Briolance
Blanquefort-sur-Briolance är en kommun i departementet Lot-et-Garonne i regionen Nouvelle-Aquitaine i sydvästra Frankrike. Kommunen ligger i kantonen Fumel som tillhör arrondissementet Villeneuve-sur-Lot. År 2022 hade Blanquefort-sur-Briolance 517 invånare.

## Befolkningsutveckling
Antalet invånare i kommunen Blanquefort-sur-Briolance
| Referens: INSEE |